# Heligmonevra albiseta
Heligmonevra albiseta là một loài ruồi trong họ Asilidae. Heligmonevra albiseta được Martin miêu tả năm 1964. Loài này phân bố ở vùng nhiệt đới châu Phi.